# Alt Sammit
Koordinaten: 53° 39′ N, 12° 14′ O
Alt Sammit ist ein ca. 130 Einwohner zählender Ortsteil der Stadt Krakow am See im Landkreis Rostock in Mecklenburg-Vorpommern, Deutschland.

## Geografie
Der ca. 60 m hoch gelegene Ort Alt Sammit liegt im Zentrum der Mecklenburgischen Seenplatte südwestlich von Krakow am See am nördlichen Rand des Naturparks Nossentiner/Schwinzer Heide. Im Süden befinden sich fünf Seen: Schwarzer See, Langsee, Alter Dorfsee, Kemlower See und Derliener See. Westlich des Ortes befinden sich die Erhebungen Hästerberg (75 m), Mühlenberg (74 m) und Galgenberg (65 m). Östlich von Alt Sammit findet man den Krakower Buchenberg (81 m) und den Schleusenberg (63 m).
Am Ortsrand von Alt Sammit befindet sich ein Eingangsbereich des Naturparks mit Informationen über das Gebiet der Schwinzer Heide.

## Geschichte
Mehrere Kegelgräber mit Grabbeigaben belegen eine Besiedlung der Gegend in der Bronzezeit.
Für das hohe Mittelalter (um 1200) ist die Existenz einer Motte nachgewiesen. Am 15. Dezember 1274 wurde Sammit erstmals urkundlich erwähnt. Nikolaus von Werle und seine Söhne Heinrich und Johann erweiterten das Privileg des Klosters Dobbertin vom Jahr 1247 mit drei Hufen in Sammit.
Der Name Samith (1274) kann vom slawischen Wort Sammut hergeleitet werden und bedeutet wohl so viel wie „die Selbstständige“. Im Archiv derer von Weltzien war Tzamytte die bevorzugte Schreibweise. Die Familie von Weltzien kam im Zuge der Christianisierung aus dem Westfälischen und erlangte Landbesitz im ehemaligen slawischen Dorf Samith. Viele Bodenfunde und Wohngruben belegen eine frühe Besiedlung am Rande der Talniederung.
Die Sammiter Familien von Weltzien waren eng mit dem Kloster Dobbertin verbunden, denn schon vor 1409 wurde Adelheid von Weltzien als Nonne erwähnt und von 1409 bis 1428 war sie Priorin des Klosters. Als Nonnen waren 1461 Ilsabe, 1491 Cristine und Anna sowie 1514 Margarete von Weltzien im Dobbertiner Kloster. Nach der Reformation, nun als adliges Damenstift, war von 1818 bis 1822 Elenore von Weltzien als Priorin die Stellvertreterin des Konvents. Sie starb 85-jährig am 15. November 1822 in Dobbertin. Als Konventualin lebten bis 1849 Margarethe Ulrike Wilhelmine, bis 1871 Hedwig Elisabeth Sophie, bis 1876 Sophie Ida Friederike und bis 1893 Friederike Caroline Wilhelmine von Weltzin im Kloster Dobbertin.

### Dorf
Im Mittelalter war Sammit ein Bauerndorf. Im Jahr 1441 gab es 19 Bauern, vier Kossaten und insgesamt 100 Einwohner; 1584 waren es noch zehn Bauern, 13 Kossaten und 125 Einwohner. Ein Lehnsbrief wurde jedoch erst 1568 ausgestellt. 1586 wurde nach einer Ortsbesichtigung mit Zeugenbefragung ein Streit zwischen dem Kloster Dobbertin und den von Weltzien um Holzungsrechte und einer Drift über das Sammiter Feld beigelegt. Beide Seiten wollen sich nachbarlich verhalten und nicht schaden.

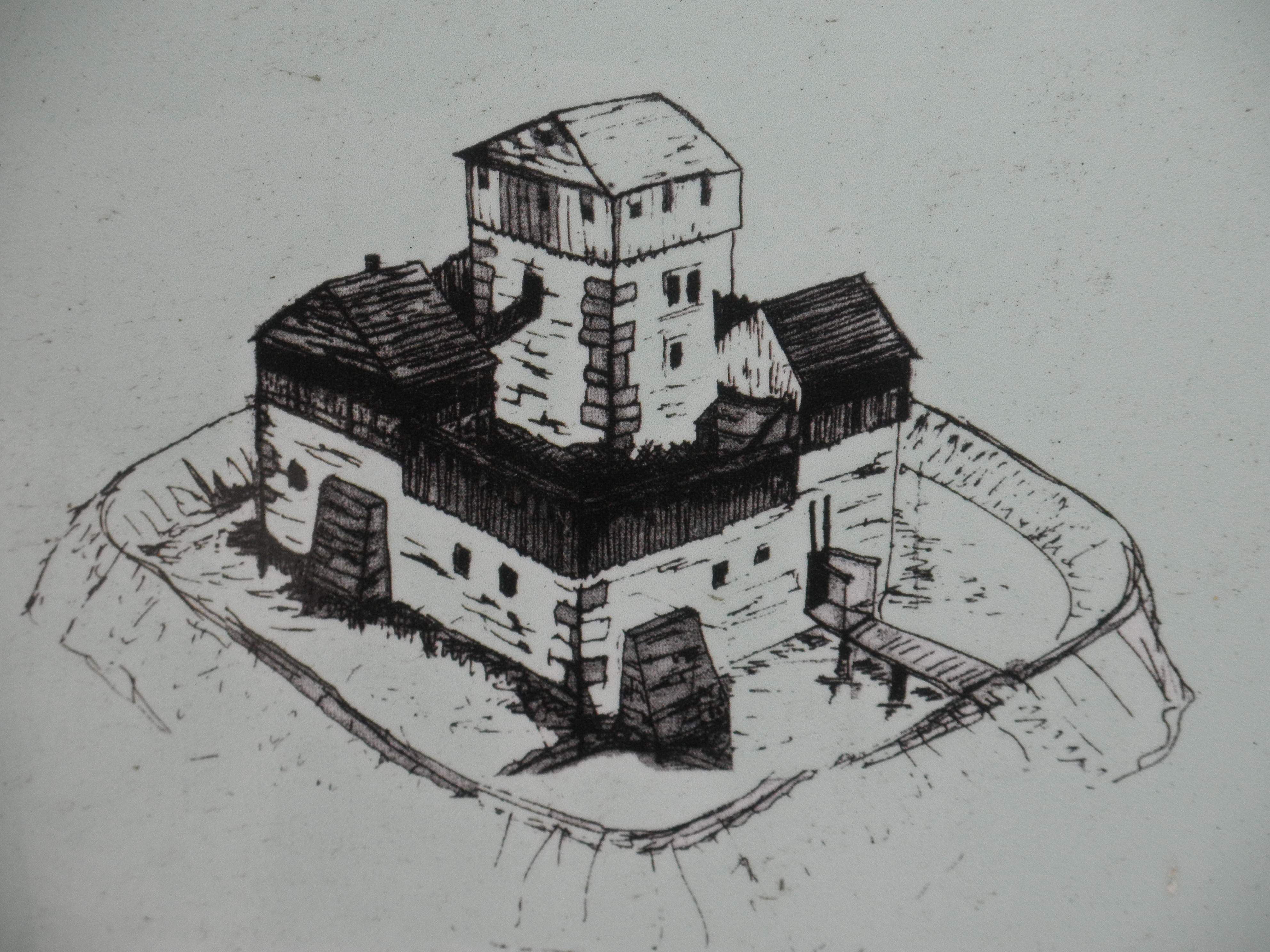
Motte von Alt Sammit

Die Ritterburg als Turmhügelburg des Ritter Daniel von Weltzien, die Kapelle und das Dorf wurden im Dreißigjährigen Krieg von den Schweden 1638 ausgeplündert und zerstört. 1649 wurde der Ort noch als wüst und verlassen bezeichnet. Nach 1650 wurde unter Daniel von Weltzien und seiner Frau Ilsabe mit dem Wiederaufbau in Sammit begonnen. An der wichtigsten Wegekreuzung des Sammiter und Bossower Forstreviers, dem Grünen Jäger, ließ 1693 Alexander von Weltzien einen Krug in den Dannen erbauen.
- 1725 errichtete man am Südufer des Langsee das Vorwerk Neu Sammit und begann dort nach 1750 mit der Aufforstung des kargen Bodens. 1751 gab es vier Bauern im Dorf, 1855 nur noch einen. Die Bauern waren zu Gunsten des Gutes gelegt worden. Das Dorf blieb bis 1793 im Besitz der Familien von Weltzien.
- 1798 klagten der Schwinzer Förster Gundlach und sein Jäger Colschhorn gegen Sammiter Einwohner wegen Eingriffs in die klösterliche Jagd und wegen Holzdiebstahls im Schwinzer Forstrevier.[8]
- 1819 betrug die Bevölkerungszahl (nach Listen im Landeshauptarchiv Schwerin)[9] bei der ersten Mecklenburg-Schweriner Volkszählung 160 Personen; bei der zweiten Mecklenburg-Schweriner Volkszählung von 1867: 162 Personen plus 32 Personen, die zum Zeitpunkt der Zählung länger als ein Jahr abwesend waren – mithin in der ersten Hälfte des 19. Jahrhunderts ein beträchtliches Bevölkerungswachstum, das aber im Dorf selbst keine Subsistenz finden konnte.
- 1853 befanden sich im Dorf neben dem Gut und der kleinen Kirchen noch eine Schule und eine Schmiede.
- 1901 ging die Lehrerstelle an den Schulassistenten Glawe. 1921 war der Hilfslehrer W. Groth auch Küster der kleinen Feldsteinkirche.
- 1945 lebten im Dorf neben 60 Einheimischen 522 Flüchtlinge aus den Ostgebieten.[10]

### Gutshof

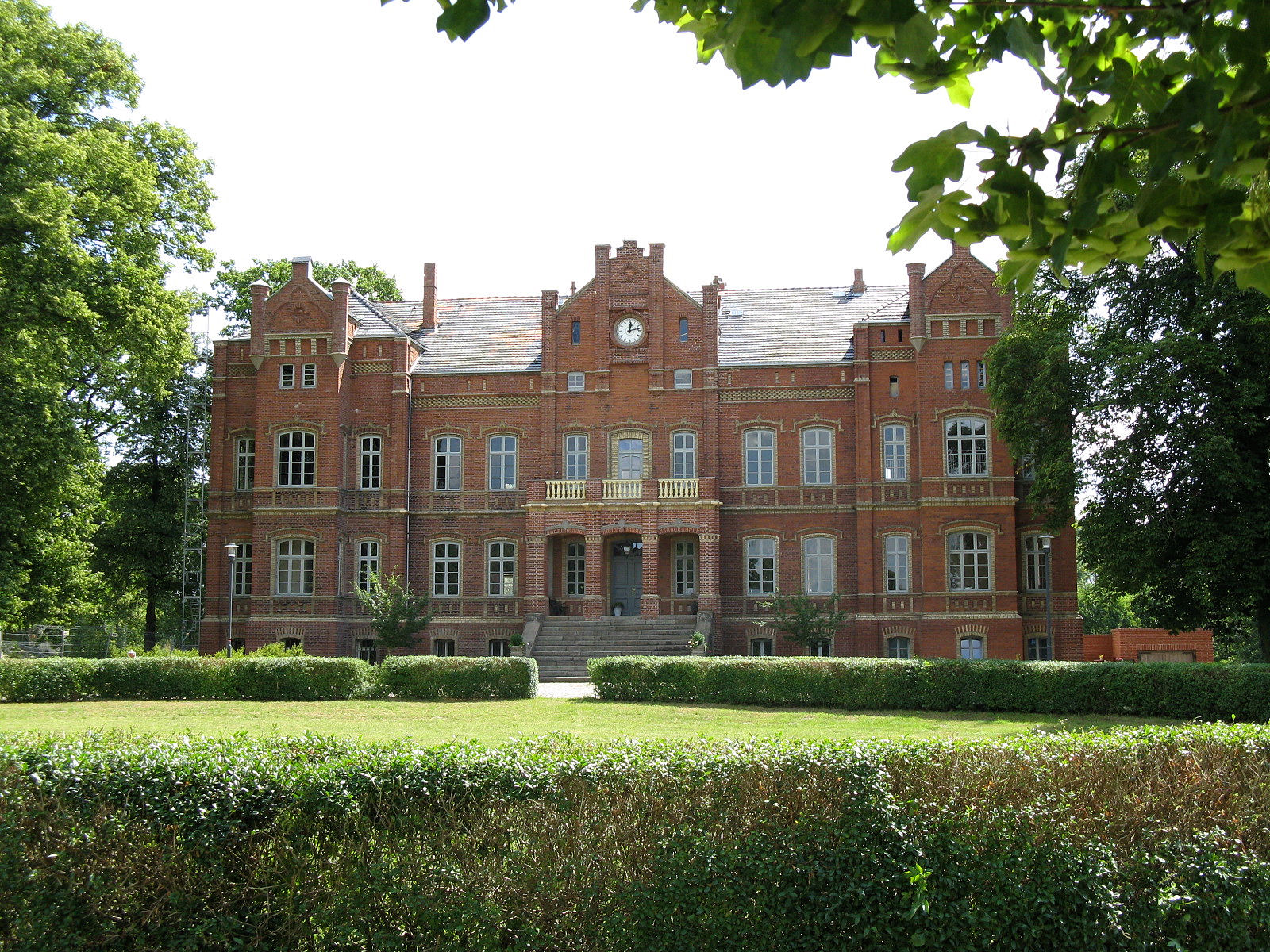
Herrenhaus Alt Sammit (2009)

Das um 1674 durch die Familien von Weltzien erbaute barocke Alt Sammiter Schloss war ein Herrenhaus, das Mitte des 19. Jahrhunderts verfiel. Neben den Pferdeställen und Scheunen befanden sich außerhalb der Gutsanlage die Katen der Landarbeiter. 1793 endete die Lehnsherrschaft der von Weltzien. Danach wechselten die Besitzer des Gutes häufig.
- 1793–1798 Hofjägermeister Franz Heinrich von Plessen
- 1799–1800 Kaufmann Hermann Flügge aus Hamburg
- 1800–1825 Johann Christoph Alexander Koenemann
- 1826–1833 Heinrich Seeliger
- 1833–1834 Ludwig Friedrich Lübbe
- 1834–1838 Georg Heinrich Franz Wertheimer

Bis 1834 sind Alt und Neu Sammit nebst Grüner Jäger in einer Hand geblieben. Unter Wertheimer wurde Alt Sammit als selbständiges Gut geführt. Weitere Besitzer waren:
- 1838–1851 Georg Karl Riedel
- 1852–1873 Eduard Diederichs
- 1874–1877 Karl August Friedrich Wilhelm Albert von Meyenn
- 1878–1890 Eduard Krause
- 1891–1897 Johann Paul Wilhelm Günther Ehlermann
- 1898–1803 Heinrich Eickhoff
- 1904–1915 Paul Möller
- 1915–1938 Königlicher Regierungsrat Otto Hecht
- 1939–1945 Tochter von Otto Hecht

Zum Gut Sammit gehörten 1894 noch 1753 Hektar Land, davon 844 Hektar Ackerland, 638 Hektar Wald und 225 Hektar sogenanntes Umland mit Wasserflächen der neun Seen. 1903 hatte das Gut Alt Sammit eine Größe von 936 Hektar.
1945 wurde der Besitz entschädigungslos enteignet und 81 Familien wurden je zehn Hektar Land zugeteilt. 1953 gründeten die ersten Bauern Alt Sammits eine LPG und 1958 waren alle Bauern Mitglieder. Nach 1990 entstand eine Agrargesellschaft, die die Tradition der Pferdezucht derer von Weltzien fortsetzte. Neben der Außenstelle des Gestüts Ganschow befinden sich in Alt Sammit noch eine Reitschule und eine Pferdeklinik.

### Gebäude im Dorf
Im Dorf gibt es vier Gutsarbeiterhäuser aus verschiedenen Bauzeiten, in denen 15 Familien wohnten. Bei zwei Katen sind die Jahreszahlen 1914 und 1920 zu lesen. Sie sind in umgebauter und stark veränderter Form erhalten geblieben. Daneben befindet sich eine 1913 erbaute zweistöckige Schnitterkarserne aus hellen Klinkern, die noch zu Wohnzwecken genutzt wird.
Geprägt wird das Dorfbild besonders durch die stark veränderten, im Rahmen des Neubauern-Bauprogramms errichteten Einfamilienhäusern.

### Eingemeindung
Die bis dahin eigenständige Gemeinde Alt Sammit wurde am 1. Juli 1950 nach Krakow am See eingemeindet.

## Sehenswürdigkeiten

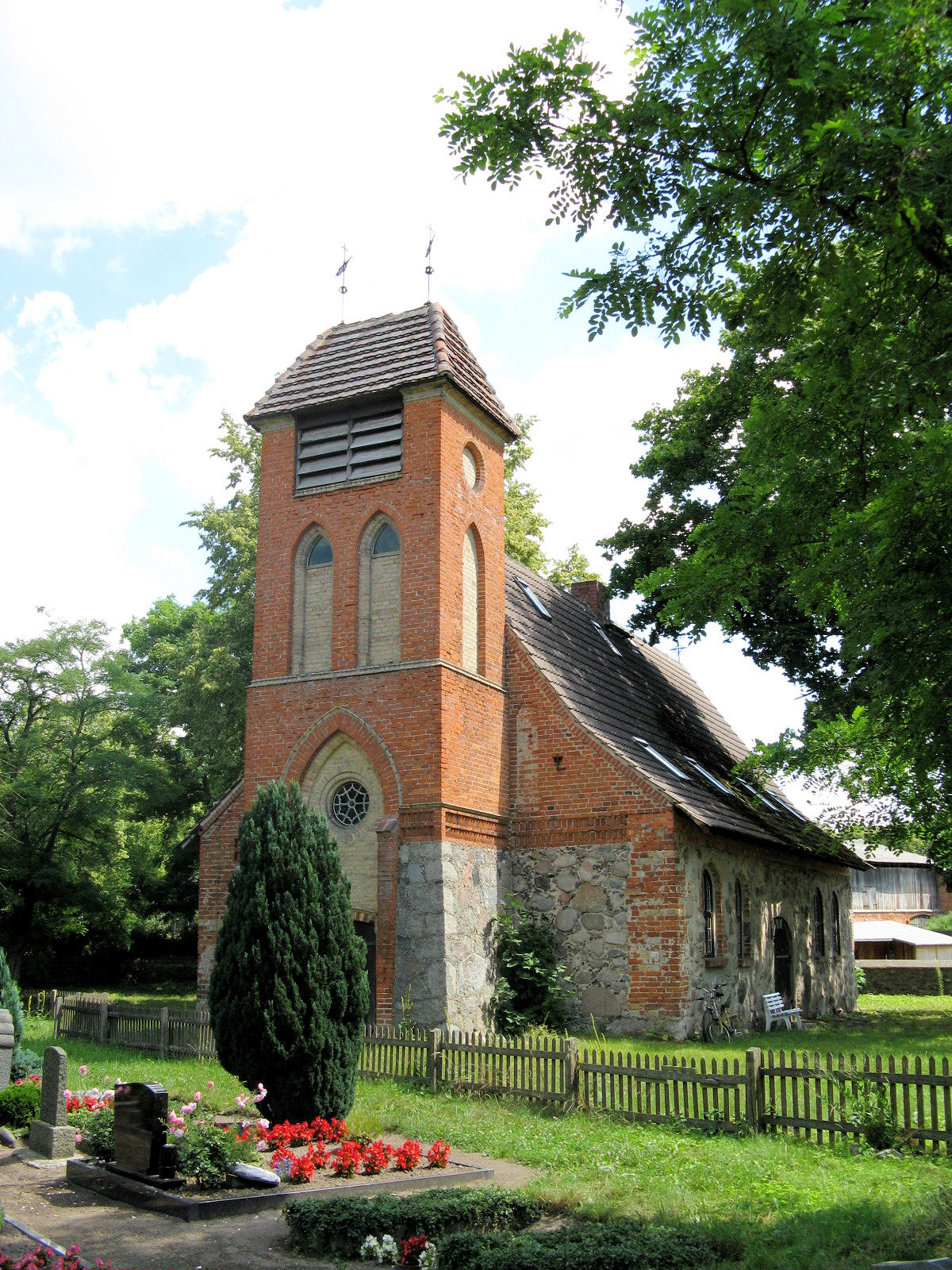
Kirche (2009)

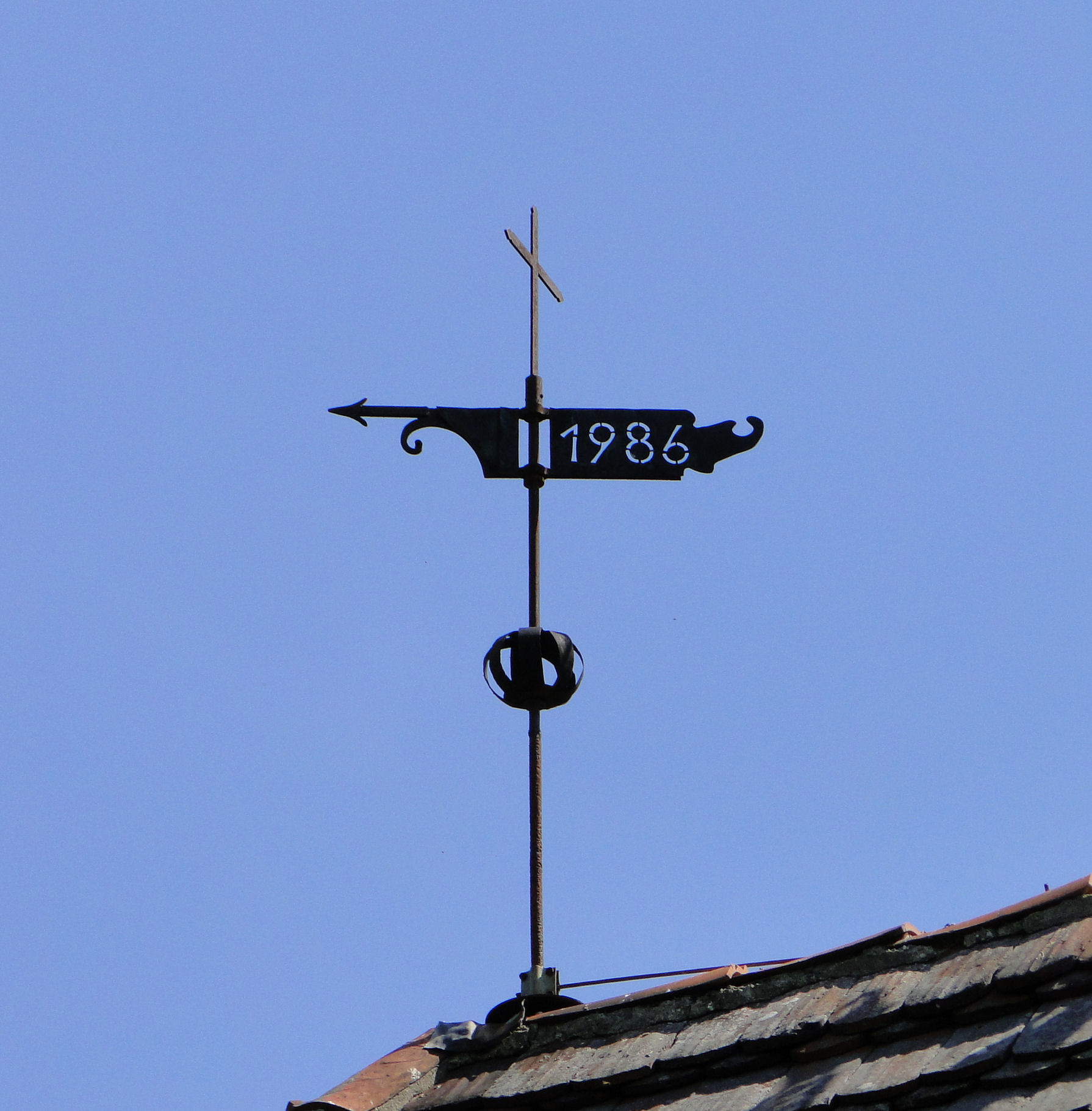
Wetterfahne mit Jahreszahl 1986 auf dem Kirchturm (2011)

### Kirche
Am Fuße des Schleusenberges soll einst die erste Kapelle derer von Weltzien gestanden haben. Mitte des 15. Jahrhunderts war die Sammiter Filialkirche schon mit der Mutterkirche zu Krakow verbunden. Der Reformator Johann Babe vermochte sich in Krakow nicht durchzusetzen und führte die Reformation 1541 unter dem Schutz der von Weltzien von Sammit aus durch. Im Jahr 1638 wurde während des Dreißigjährigen Krieges auch die Kirche zerstört und unter Daniel von Weltzien nach 1650 wieder aufgebaut. Im Jahr 1674 neu geweiht, war sie noch bis 1794 Begräbnisstätte der Familien von Weltzien. Im Jahr 1758 erfolgte die Vereinigung der Pfarre Alt Sammit mit der Pfarre zu Krakow. Die Familiengruft sollte 1917 nach einem Entwurf von V. von Weltzien erneuert werden.
Das Erdgeschoss der Dorfkirche Alt Sammit ist ein schlichter Feldsteinbau auf der Grundform eines länglichen Vierecks aus dem 13. Jahrhundert und hatte ursprünglich einen Ostgiebel als Fachwerkgiebel. Das Innere bildet mit der flachen Holzdecke einen geschlossenen Raum. Ihre Lichtöffnungen haben die Form viereckiger Fenster in Rundbogennischen. Die fast noch romanischen Bogenformen stammen sicherlich aus der Zeit um 1300. Der Turm ist erst im Jahr 1863 vorgebaut worden und hatte zwei Glocken. Die größere ohne Inschrift, die kleinere war 1863 von P. M. Hausbrandt in Wismar umgegossen worden.
Im Innern der Kirche befindet sich die Kanzel, eine handwerksmäßig im Renaissancestil ausgeführte Schnitzarbeit in Eichenholz Ende des 17. Jahrhunderts. Altarbild und Kanzel sind Stiftungen des Partonatsgeschlechtes derer von Weltzien. Die hölzerne Pietà mit der Darstellung der trauernden Maria aus dem 14. Jahrhundert wurde 1988 nach der Restaurierung durch das damalige Institut für Denkmalpflege Schwerin in einen Schrein eingearbeitet. Das von Ilsabe von Weltzien gestiftete und von J. F. Wilde im Jahr 1689 gefertigte Altargemälde zeigt Christus als zentrale Sonne und umgeben von den vier Evangelisten. Das Kruzifix aus dem Jahr 1690 stammt von Riedtmeister.
Nach 20-jähriger Nichtbenutzung und Vernachlässigung war im Jahr 1984 der Dachstuhl der Feldsteinkirche zusammengefallen. Die Gedenkplatte und die Weltzienschen Wappen waren schon vor 1980 verschwunden. Die Kirchenruine wurde in den Jahren 1984 bis 1992 durch die Kirchengemeinde gemeinsam mit der Ortsgemeinde und mit Hilfe der ortsansässigen LPG trotz großer Schwierigkeiten wieder aufgebaut. Diese Gemeinschaftsleistung eines Dorfes zu DDR-Zeiten wurde 1990 mit einem Diplom der EUROPA NOSTRA und dem Europa-Nostra-Preis geehrt. Nach der Wende erfolgte der weitere Ausbau des Dachgeschosses zu einem Wanderquartier, in dem gegen eine Spende übernachtet werden darf.
Auf dem Kirchhof existiert eine Grabstätte der Familie von Weltzien. Hier ruhen fünf Mitglieder der Familie, die zwischen 1954 und 2004 verstorben sind. Der bekannteste unter ihnen ist Wolf Lüdeke von Weltzien (1926–2004), der Genealoge und Autor war.

### Herrenhaus
Das heutige zweigeschossige Herrenhaus, ein roter Backsteinbau mit 13 Achsen, einem Sockel aus Granitquadern und einem Walmdach wurde nach einem Entwurf des Wismarer Architekten Heinrich Thormann aus dem Jahr 1859 errichtet. Das Gutshaus stammt aus der Zeit um 1860/65. Der Balkon unter dem Eingang wird durch Baluster betont. Unter den Traufen verläuft eine Reihe von Konsolen und gelbe Ziegel schmücken die Simse zwischen den Etagen und Fensterlaibungen. Aus statischen Gründen ließ man während des Eigentümerwechsels zwischen Eduard Krause und Günther Ehlermann den mächtigen Turm über dem Eingang in der Hausmitte nach 1888 abbrechen. Durch mehrfache Umbauten bekam das Gutshaus nach 1905 sein heutiges Aussehen mit neugotischen Akzenten. Die Mittel- und zwei Seitenrisalite erhielten an der Hofseite Dreiecksgiebel.
Nach dem Zweiten Weltkrieg wurde das Gutshaus von Vertriebenen und Flüchtlingen bewohnt. Ab 1969 nutzte das Volkseigene Gestüt Ganschow das Gebäude als Ferien- und Schulungheim. Bis zur Wende befand sich im Ortsteil von Karow das größte Reittouristikzentrum der DDR. (Außenstelle des Gestüts Ganschow). 1991 wurde der Betrieb durch das Gestüt eingestellt. Nach fünfjährigem Leerstand ging das Gutshaus 1996 in Privatbesitz über, wurde saniert und wird nun mit Ferienwohnungen touristisch genutzt.
Die wiederhergestellte Lindenallee, als prächtige Zufahrt in der Achse des Gutshauses, mit der Grünanlage inmitten der großräumigen Zufahrt, ist ein Rest der um 1882 angelegten Parkanlage in Richtung Kemlower See.

## Baudenkmale
Die Gutsanlage mit Gutshaus, Speicher, Stall, Wirtschaftsgebäude, dem Park und der Lindenallee mit dem Kopfsteinpflaster sowie die Kirche mit dem Friedhofstor und dem Landarbeiterhaus stehen unter Denkmalschutz.

## Verkehr
Über eine Verbindungsstraße ist Alt Sammit mit der durch Krakow am See verlaufenden Landesstraße 37 verbunden. Über den 12 km entfernten Autobahnanschluss Krakow in Kuchelmiß ist die Bundesautobahn 19 (Berlin-Rostock) zu erreichen.
Durch den Ort verläuft der Radfernweg Berlin-Kopenhagen.
Seit Einstellung des Personennahverkehrs zwischen Krakow am See und Güstrow (Bahnstrecke Güstrow–Meyenburg) im Jahr 2000 sind die nächstgelegenen Bahnhöfe in Langhagen bzw. der Kreisstadt Güstrow.

### Ungedruckte Quellen
Landeshauptarchiv Schwerin (LHAS)
- LHAS 1.5-4/3 Urkunden Kloster Dobbertin
- LHAS 3.2-3/1 Landeskloster/Klosteramt Dobbertin
- LHAS 5.11-2 Landtagsversammlungen, Landtagsverhandlungen, Landtagsprotokolle, Landtagsausschuss
- LHAS 5.12-3/1 Mecklenburg-Schwerinsches Ministerium des Innern
- LHAS 5.12-3/19 Großherzogliche Ansiedlungskommission.
- LHAS 5.12-4/2 Mecklenburgisches Ministerium für Landwirtschaft, Domänen und Forsten
- LHAS 5.12-7/1 Mecklenburg-Schwerinsches Ministerium für Unterricht, Kunst, geistliche und Medizinalangelegenheiten
- LHAS 9.2-17 Reichsbahndirektion Schwerin/Aktenbestand.
- LHAS 10.09 L 06 Personennachlass Lisch, Friedrich (1801–1883)

Landeskirchliches Archiv Schwerin (LKAS)
- LKAS, OKR Schwerin, Specialia, Abt. 1 und 2, Alt Sammit.
- LKAS, OKR Schwerin, Personalia und Examina.

- Kreisarchiv Nordwestmecklenburg
  - N 20 Guts- und Herrenhäuser in Mecklenburg-Vorpommern.

### Gedruckte Quellen
- Mecklenburgisches Urkundenbuch (MUB)

## Karten
- Topographisch oekonomisch und militaerische Charte des Herzogthums Mecklenburg-Schwerin 1758, Klosteramt Dobbertin mit der Sandpropstei vom Grafen Schmettau.
- Wiebekingsche Karte von Mecklenburg, 1786.
- Wirtschaftskarte Forstamt Dobbertin 1927/1928.
- Offizielle Rad- und Wanderkarte des Naturparks Nossentiner/Schwinzer Heide, 2010.